# 나이아신
나이아신(niacin) 또는 니아신은 대표적인 비타민 B3로  언급되는 수용성 비타민이다. 니코틴산(nicotinic acid)이라고도 한다. 그러나 한편 때때로 니코틴아마이드를 포함하는 보다 확장된 명칭으로 언급될수도 있다.

## 코엔자임
나이아신(niacin)은 비타민, 즉 필수 영양소로 건강 보조 식품으로도 판매되고 있으며 미국에서는 나이아신이 주요하게 포함된 성분에서 처방약으로 판매되고 있다. 비타민으로서 코엔자임(coenzymes)인 니코틴아미드 아데닌 디뉴클레오티드(NAD,nicotinamide adenine dinucleotide)와 니코틴아미드 아데닌 디뉴클레오티드 포스페이트(NADP,nicotinamide adenine dinucleotide phosphate)의 전구체이다. 이 화합물은 많은 수소 전달 과정에 참여하는 많은 탈수소 효소의 조효소(코엔자임)이다. NAD는 지방, 탄수화물, 단백질 및 알코올의 이화작용 뿐만 아니라 세포 신호전달 및 DNA 복구에 중요하며 NADP는 주로 지방산 및 콜레스테롤 합성과 같은 동화작용 반응에서도 매우 중요하다. 여러 국가에서 권장하는 다양한 경로에서 특히 자연적인 신선한 야채등의 형태에서 비타민으로서의 섭취 권장량은 하루 14-18mg의 섭취가 건강한 성인의 요구 사항을 충족하기에 충분하다는 점이다. 나이아신 또는 니코틴아미드(니아신아미드)는 비타민 결핍으로 인한 질병인 펠라그라(pellagra)의 예방 및 치료에 사용된다. 니아신이 콜레스테롤과 중성지방 증가를 치료하는 약으로 사용되는 경우 일일 복용량은 500~3,000mg/day이다.[23][24] 고용량 니코틴아미드에는 이러한 의약 효과가 없다.

## 같이 보기
- 니코틴